# Złota Góra (Ojców)
Złota Góra – wzniesienie o wysokości 458 m n.p.m. na Wyżynie Olkuskiej, na obszarze Ojcowskiego Parku Narodowego. Jest to drugie co do wysokości wzniesienie tego parku. Stoki wschodnie opadają do Doliny Prądnika, zachodnie do wąwozu Słupianka. W południowe stoki opadające do Doliny Sąspowskiej wcina się wąwóz Błotny Dół. Stoki północne przechodzą w wierzchowinę Wyżyny Olkuskiej. Całe wzniesienie zbudowane jest z górnojurajskich wapieni przykrytych w niektórych miejscach lessem i całkowicie porośnięte mieszanymi lasami z sosną i jodłą. Od czasu objęcia tego terenu ochroną następuje samoistna przebudowa drzewostanu, zwiększa się udział buka. Wschodnie krańce przechodzą w Górę Zamkową. Znajduje się na niej Park Zamkowy.
Nazwa wzniesienia pochodzi od złotego koloru liści porastających ją drzew jesienią. W okresie międzywojennym wybudowano tu osiedle uzdrowiskowe (m.in. „Lenartówka”, „Sokołówka”, „Zosia”), a w latach 60. ośrodek turystyczny z restauracją, kawiarnią, parkingiem dla samochodów oraz polem namiotowym. Złota Góra jest jednym z głównych punktów wypadowych do zwiedzania OPN. Znajduje się na niej parking samochodowy, którego zadaniem jest odciążyć Dolinę Prądnika od nadmiernego ruchu samochodowego. Prowadzi przez nią droga, która w Jerzmanowicach odbiega od drogi krajowej 94 do Ojcowa.
Prądnik i Sąspówka podcięły zbocza Złotej Góry, tworząc w niektórych miejscach strome i niemal pionowe, nagie skały i ostańce wierzchowinowe. Na skale Krzyżowa zamontowano drewniany krzyż związany z powstaniem styczniowym

## Szlak turystyczny
– zielony z Doliny Sąspowskiej przez Złotą Górę, Dolinę Prądnika, obok Jaskini Ciemnej, przez górę Koronną, Okopy i Wąwóz Smardzowicki do Doliny Prądnika.
 – czarny ze Złotej Góry, przez Dolinę Prądnika i Chełmową Górę do Jaskini Łokietka